# 1,2-ジブロモプロパン
1,2-ジブロモプロパン (1,2-Dibromopropane) またはプロピレンジブロミド (Propylene dibromide) は、化学式が CH3CHBrCH2Br の有機臭素化合物である。2つの臭素原子を含むキラルな炭化水素で最も単純なものである。
天然に存在する有機化合物である。ビシナルジハロゲン化物の1つで、捩じりや歪、また求電子性が高いことから、非常に不安定である。

(S)-1,2-ジブロモプロパン（上）と(R)-1,2-ジブロモプロパン（下）